# Metoda (ime)
Metoda je žensko osebno ime.

## Izvor imena
Ime Metoda je ženska oblika moškega imena Metod.

## Različica imena
Metodija 

## Pogostost imena
Po podatkih Statističnega urada Republike Slovenije je bilo na dan 31. decembra 2007 v Sloveniji število ženskih oseb z imenom Metoda: 318.

## Osebni praznik
V koledarju je ime Metoda uvrščeno k imenu Metod.